# Hans-Joachim Doerfert
Hans-Joachim Doerfert (* 1944 im Saarland) ist ein ehemaliger deutscher Manager. Er war bis zu seiner Entlassung und Verhaftung auf Grund von Untreue Manager der Caritas Trägergesellschaft Trier (ctt).

## Leben

### Aufstieg
In den 1960er Jahren war Doerfert Kreisvorsitzender der Jungen Union in Neunkirchen. Seit dieser Zeit knüpfte er viele Kontakte zu Politikern aus der CDU und anderen Parteien, unter anderem zu Peter Rauen (CDU), Christoph Böhr (CDU) und Reinhard Klimmt (SPD). Mitte der 1980er Jahre kam der gelernte Rechtsanwalt nach Trier und wurde dort Verwaltungsdirektor des Brüderkrankenhauses.

### Manager der ctt
1987 war Doerfert im Bistum Trier an der Gründung der ctt (Caritas-Trägergesellschaft Trier) durch Bischof Hermann Josef Spital beteiligt, deren Manager er wurde. Innerhalb eines Jahrzehnts baute er die ctt zu einem Konzern mit 42 Einrichtungen – darunter sechs Krankenhäuser –, 9000 Mitarbeitern und – umgerechnet – 500 Millionen Euro Jahresumsatz aus.

### Weitere Tätigkeiten
Von 1995 bis 1997 war Doerfert Schatzmeister der Trierer CDU. 1996 wurde er Präsident des Fußballvereins Eintracht Trier. Mit veruntreuten Geldern der ctt soll er die CDU Rheinland-Pfalz sowie die Fußballvereine Eintracht Trier, FSV Salmrohr, Waldhof Mannheim und den 1. FC Saarbrücken gefördert haben.

### „Doerfert-Affäre“
Im Zusammenhang mit Ermittlungen wegen Korruption bei der Bayerischen Beamten-Versicherung (BBV), die Geschäftspartner der ctt-Tochtergesellschaft Klinik Rose AG war, ordnete die Staatsanwaltschaft am 16. August 1999 eine Durchsuchung bei Doerfert an. Die Lokalzeitung Trierischer Volksfreund berichtete über weitere Betrugsfälle in Verbindung mit der wesbau Baubetreuungsgesellschaft mbH. 1994 wurde das Studienheim St. Pirmin in Dahn von der Diözese Speyer für – umgerechnet – 6,0 Mio € an die vom Ehepaar Wilfried und Leonore Gaul geführte Wesbau Baubetreuungsgesellschaft mbH verkauft. Am 8. Januar 1997 veräußerte Wilfried Gaul, damals gleichzeitig Präsident des SV Waldhof Mannheim, die Immobilie für – umgerechnet – 13,25 Mio € an die Caritas Trägergesellschaft Trier (CTT, 2009 umbenannt in Cusanus Trägergesellschaft Trier mbH), die das Haus umbaute und als Mütter-Genesungsheim für Mutter-Kind-Kuren nutzte. Der Wert der Immobilie wurde für diesen Zeitpunkt von der Staatsanwaltschaft Koblenz auf – umgerechnet – 6,9 Mio € beziffert. Die ctt hat unter ihrem Manager Hans-Joachim Doerfert, damals gleichzeitig Präsident von Eintracht Trier, also rund – umgerechnet – 6,35 Mio € zu viel für das Anwesen bezahlt. Die überschüssigen Gelder wurden von Doerfert und Gaul veruntreut und flossen zum Teil über die Ärztliche Abrechnung Trier (ÄAT) an die Vereine SV Waldhof Mannheim und Eintracht Trier, als deren Präsidenten die beiden vorstanden. Zunächst sprachen die Vorstände der Klinik Rose und der ctt Doerfert noch ihr Vertrauen aus, während Bischof Spital schwieg, doch am 27. August entließ der Bischof Doerfert fristlos. Am 15. September wurde Doerfert verhaftet. Doerfert wurde im Zivilprozess vom Landgericht Trier zur Zahlung von – umgerechnet – 3,6 Mio € an die ctt verurteilt. Das Landgericht Koblenz verurteilte Doerfert am 7. Februar 2001 wegen Betrugs und Untreue in 58 Fällen zu sieben Jahren und drei Monaten Haft. In einem weiteren Prozess vor dem Landgericht München wurde die Strafe am 3. Juli 2001 auf zehn Jahre und sechs Monate verlängert. Gaul wurde wegen illegaler Geschäfte und Beihilfe zur Untreue vom Landgericht Koblenz zu zwei Jahren auf Bewährung und 50.000 € Geldstrafe verurteilt.
Aufgrund von Beihilfe zur Untreue bei ihren früheren Beziehungen zu Doerfert mussten im Jahre 2000 der Bundesverkehrsminister Reinhard Klimmt, früherer saarländischer Ministerpräsident und Präsident des 1. FC Saarbrücken, und der saarländische Innenminister Klaus Meiser von ihren Ämtern zurücktreten. Meiser wurde bei einer Kabinettsumbildung 2007 wieder zum Innenminister ernannt. Im Zuge der Affäre wurde Klimmt auch die Annahme wertvoller Buchgeschenke zur Last gelegt.
Auch Landrat a. D. Helmut Gestrich trat am 22. November 2000 wegen Verstrickungen in die Affäre von seinem Amt als Bürgermeister der Stadt Bernkastel-Kues zurück.
Am 20. Januar 2005 wurde Doerfert wegen guter Führung unter Berücksichtigung der besonderen Umstände nach § 57 StGB bereits nach Verbüßung der Hälfte seiner zeitigen Freiheitsstrafe auf Bewährung aus der Haft in der Justizvollzugsanstalt Diez entlassen.

### Erneute Verurteilung
Im November 2009 musste sich Doerfert, gemeinsam mit zwei Vorständen der Firma Viomed AG, erneut wegen Insolvenzverschleppung vor dem Schöffengericht in Trier verantworten. Doerfert wurde wegen Steuerhinterziehung, Insolvenzverschleppung und Täuschung vom Koblenzer Landgericht verurteilt. Das Koblenzer Oberlandesgericht (OLG) hat im Januar 2013 die Revision Doerferts gegen das Urteil des Koblenzer Landgerichts als unbegründet verworfen. Damit ist das im Mai 2012 ergangene Urteil des Landgerichts rechtskräftig. Eine Kleine Strafkammer hatte Hans-Joachim Doerfert seinerzeit zu einer anderthalbjährigen Gefängnisstrafe ohne Bewährung verurteilt. Doerfert ging gegen dieses Urteil in Revision, verlor aber vor dem Landgericht Koblenz. Diese Haftstrafe hat er am 25. Februar 2013 im Gefängnis Trier angetreten.